# Haworthia pygmaea
Haworthia pygmaea är en grästrädsväxtart som beskrevs av Karl von Poellnitz. Haworthia pygmaea ingår i släktet Haworthia och familjen grästrädsväxter.

## Underarter
Arten delas in i följande underarter:
- H. p. argenteomaculosa
- H. p. pygmaea

## Bildgalleri

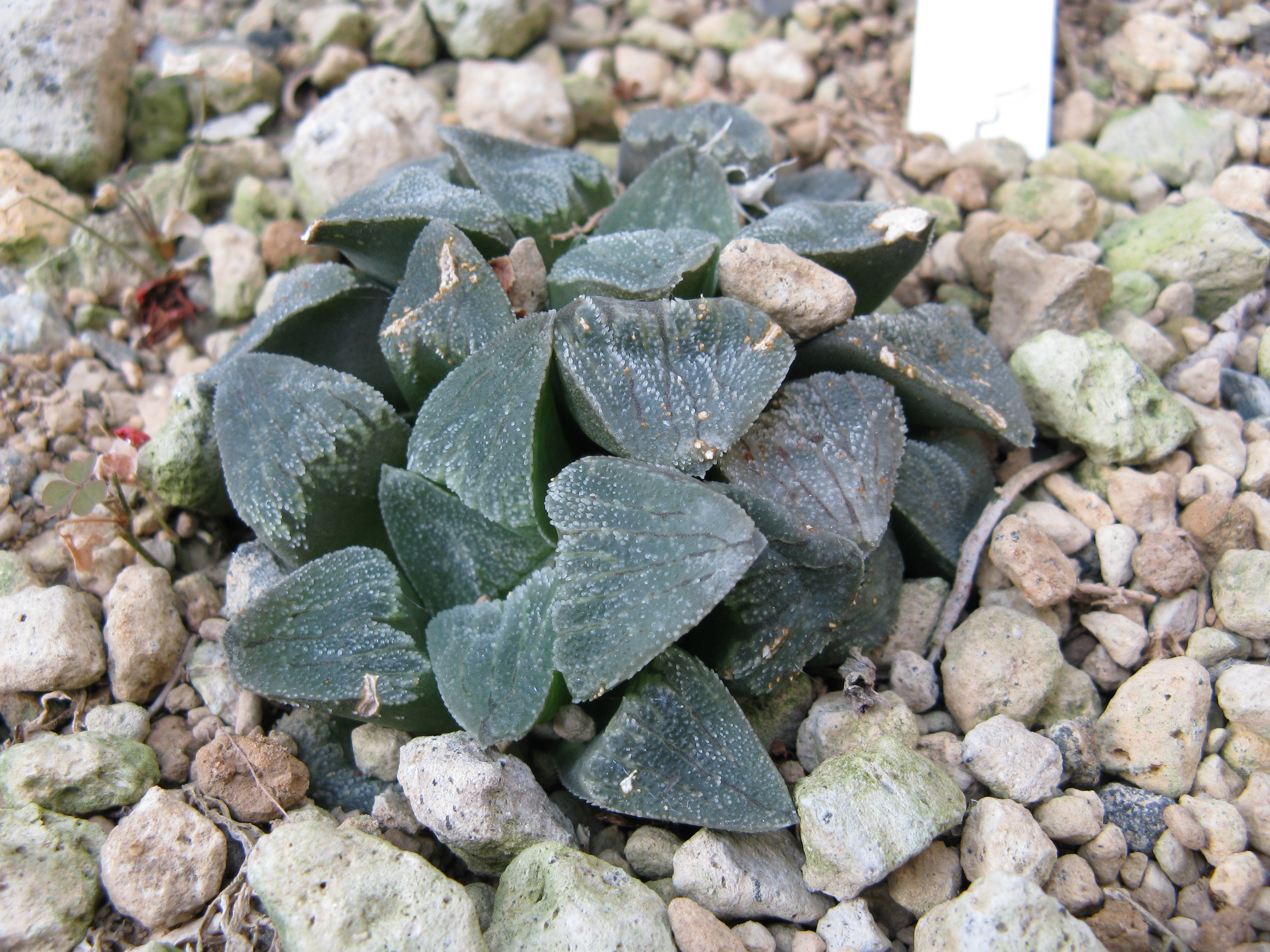
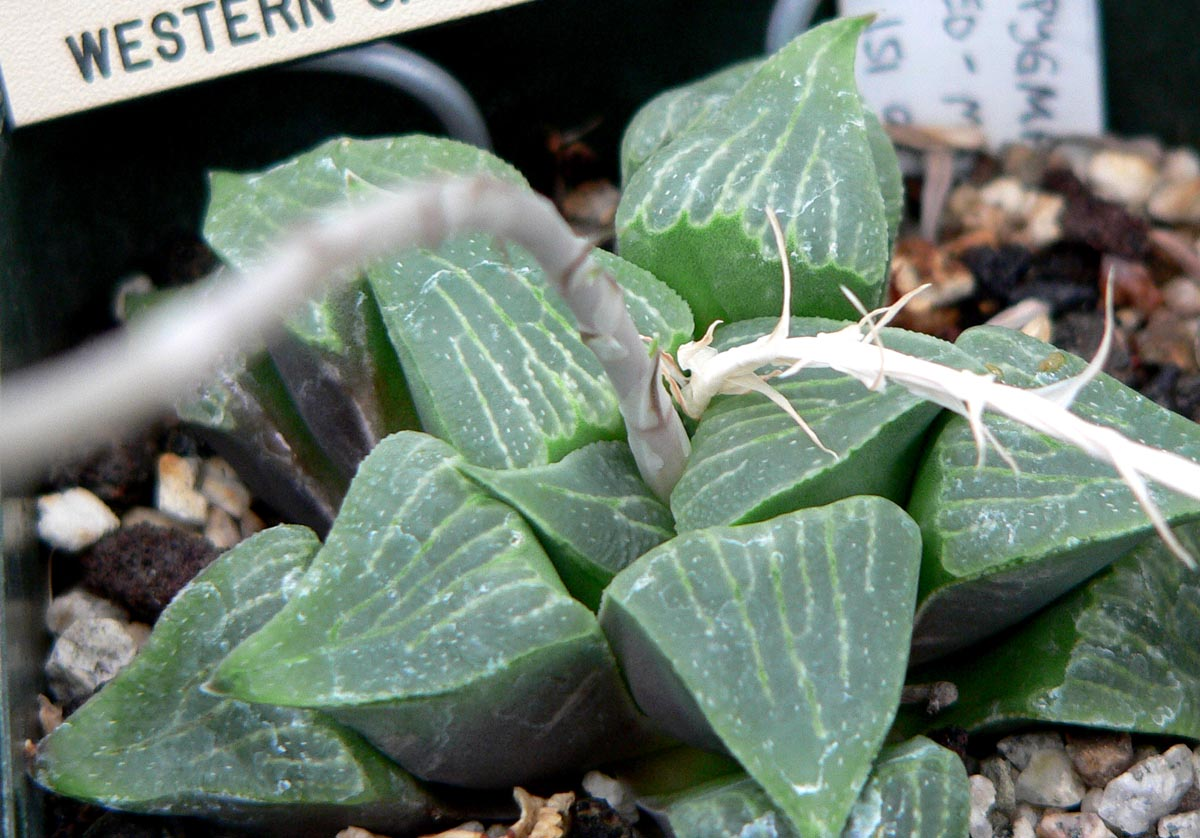
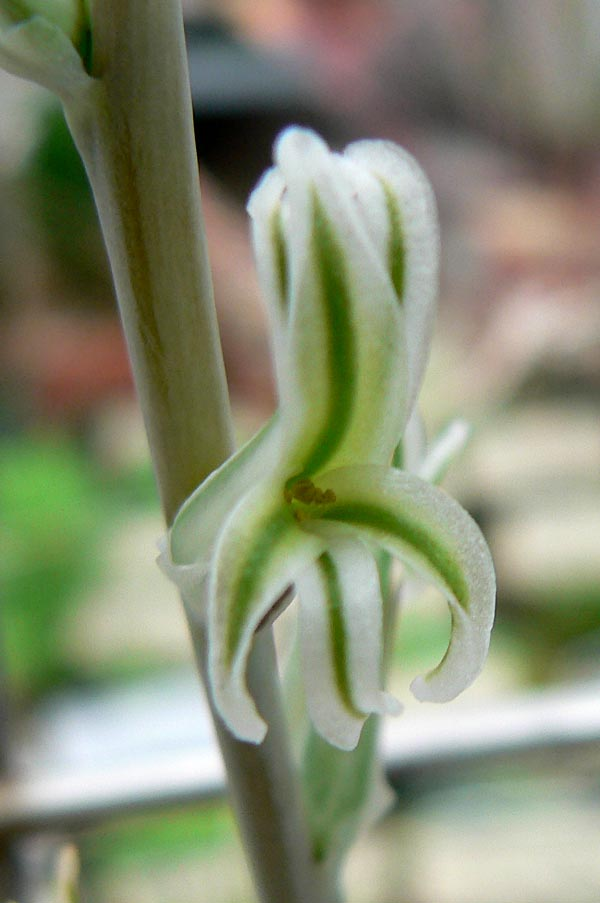
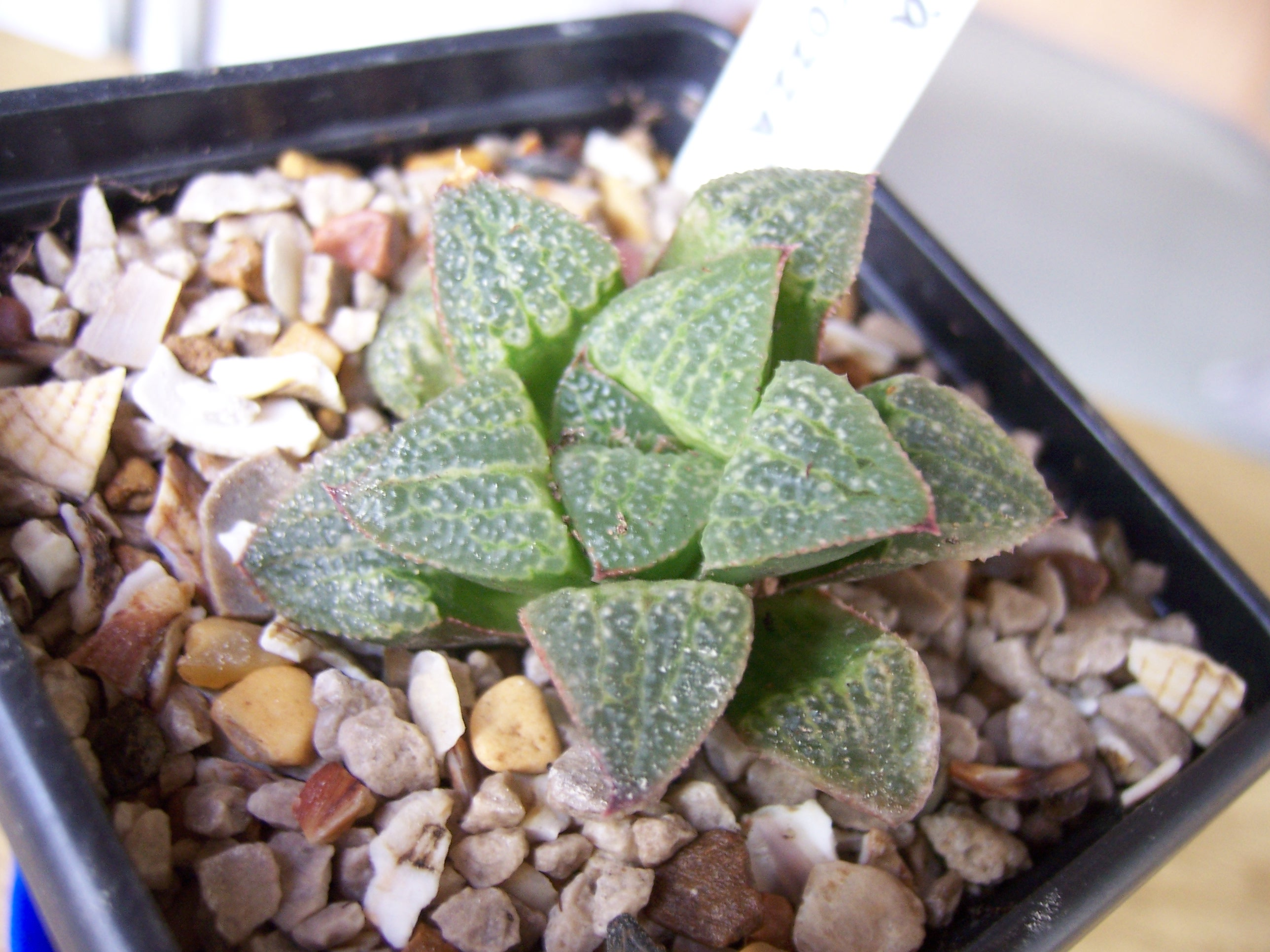
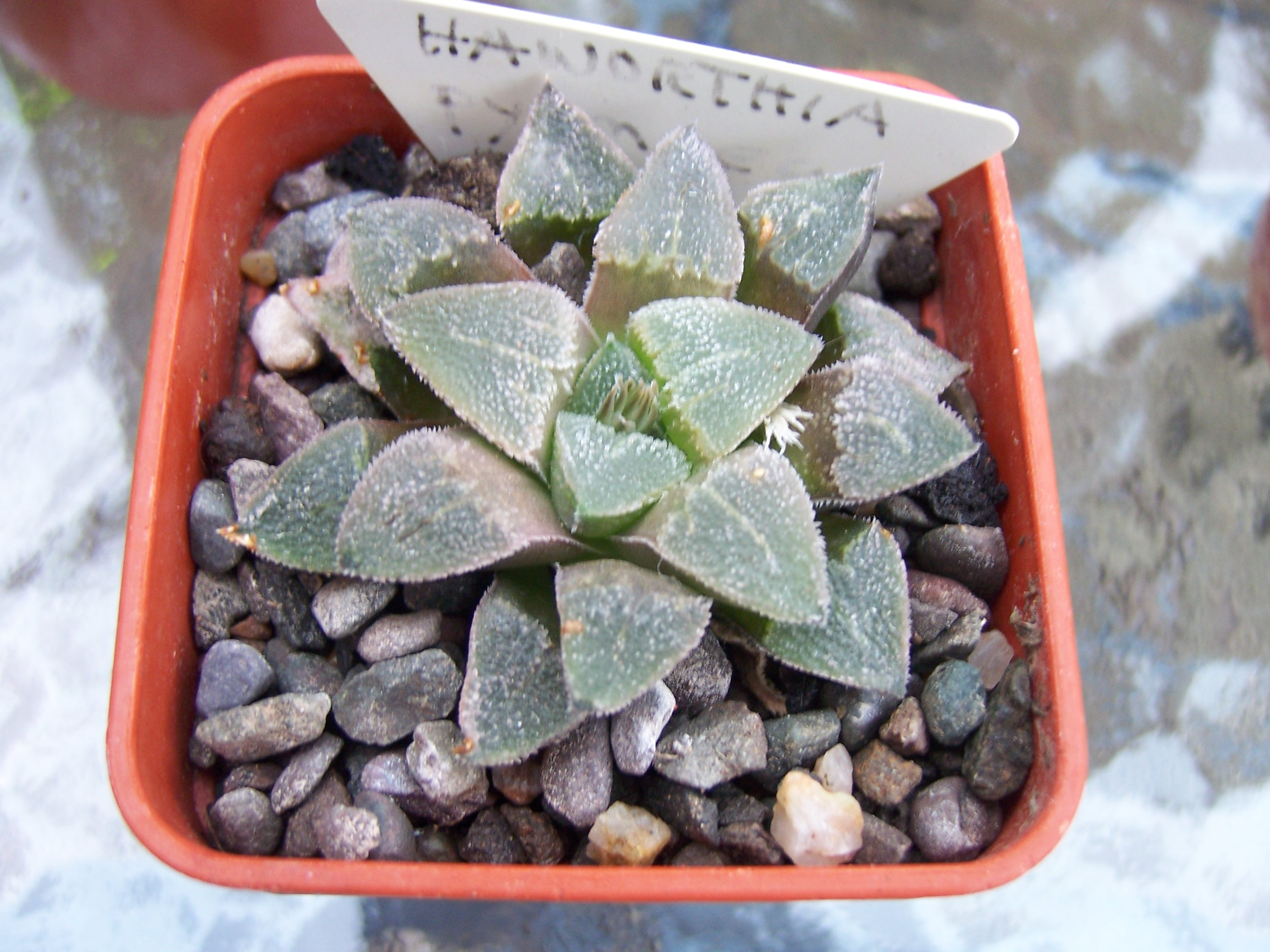
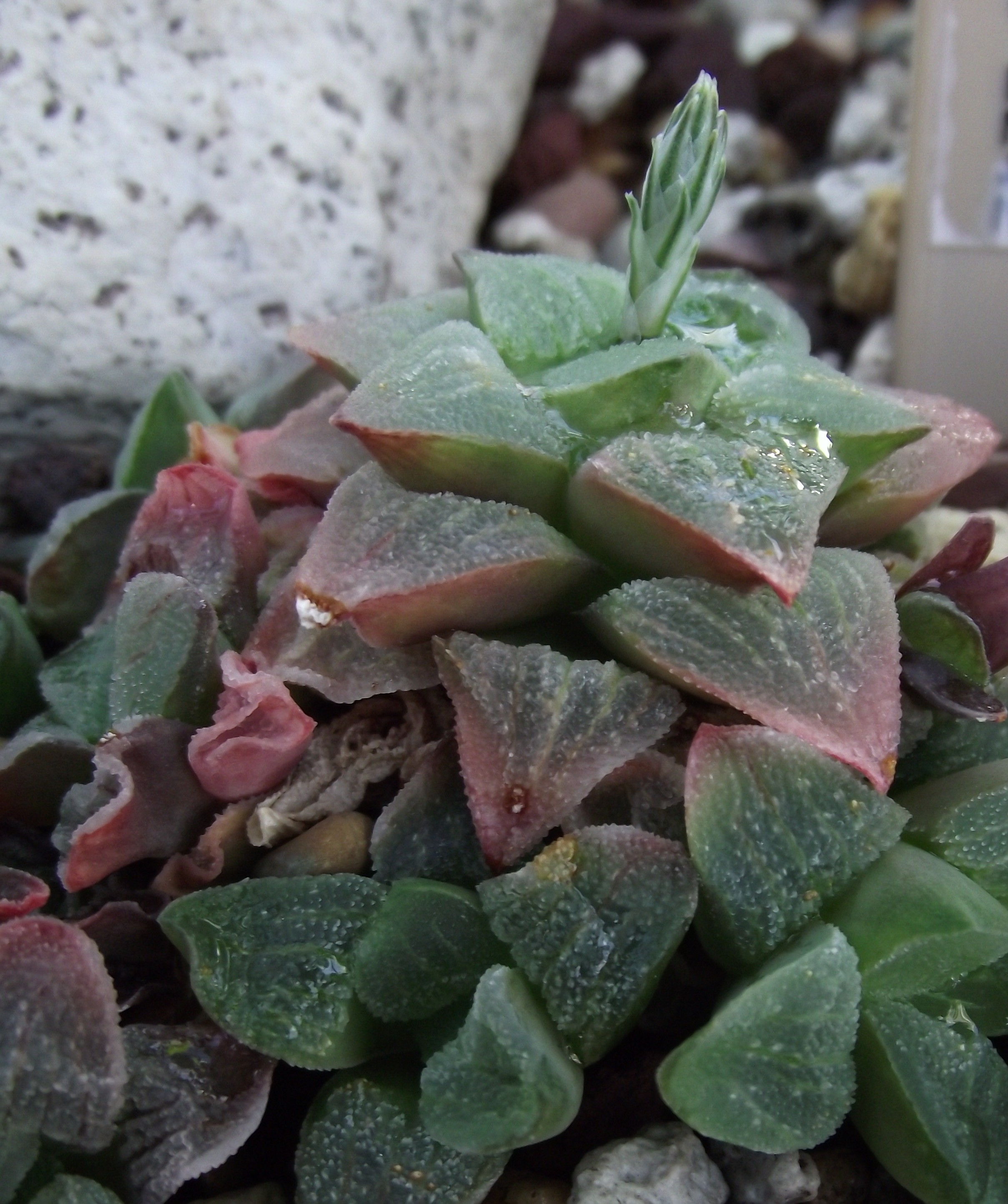